# Oligoxystre auratum
Oligoxystre auratum là một loài nhện trong họ Theraphosidae.
Loài này thuộc chi Oligoxystre. Oligoxystre auratum được Jehan Vellard miêu tả năm 1924.